# John A. Davis
Pour les articles homonymes, voir John Davis et Davis.
John A. Davis, né le 4 juillet 1963 à Dallas (Texas), est un réalisateur, scénariste et producteur américain.

## Biographie
Avec son collaborateur Keith Alcorn, ils fondent DNA Production Inc. (en) en 1987, société de service qui se spécialise dans l'animation 2D et 3D. Après le film Johnny Quasar, qui remporta deux Wavey Awards, ils s'associent avec Steve Oedekerk et sa société O Entertainement.

## Filmographie

### Réalisateur
- 1997 : Santa vs. the Snowman (en) (téléfilm)
- 2001 : Jimmy Neutron, un garçon génial (Jimmy Neutron: Boy Genius)
- 2002 : Le Père Noël contre le bonhomme de neige (en) (Santa vs. the Snowman 3D) court métrage de 40'
- 2006 : Lucas, fourmi malgré lui (Ant Bully)
- 2006 : Neopets

### Scénariste
- 1997 : Santa vs. the Snowman (en) de John A. Davis (téléfilm)
- 2001 : Jimmy Neutron, un garçon génial (Jimmy Neutron: Boy Genius) de John A. Davis
- 2002 : Le Père Noël contre le bonhomme de neige (en) (Santa vs. the Snowman 3D) de John A. Davis court métrage de 40'
- 2006 : Lucas, fourmi malgré lui (Ant Bully) de John A. Davis
- 2010-2011 : Planet Sheen (série télévisée)

### Producteur
- 1997 : Santa vs. the Snowman de John A. Davis (téléfilm)
- 2001 : Jimmy Neutron, un garçon génial (Jimmy Neutron: Boy Genius) de John A. Davis
- 2002 : Le Père Noël contre le bonhomme de neige (en) (Santa vs. the Snowman 3D) de John A. Davis  court métrage de 40'
- 2004 : The Jimmy Timmy Power Hour (en) de John A. Davis (téléfilm)
- 2004 : Jimmy Neutron: You Bet Your Life Form de John A. Davis (téléfilm)
- 2006 : Lucas, fourmi malgré lui (Ant Bully) de John A. Davis
- 2006 : Neopets de John A. Davis